# Elilo
elilo est le principal chargeur d'amorçage Linux pour les systèmes utilisant l'EFI à la place du BIOS. Originellement développé par HP pour ses systèmes IA-64, il peut également fonctionner sur un système IA-32 utilisant l'EFI.
elilo est en passe de devenir le chargeur de démarrage standard pour Linux sur les Macintosh utilisant l'EFI, et est par exemple utilisé par Gentoo.
Le logiciel permet aussi d'amorcer (booter) le système par le réseau en utilisant TFTP/DHCP.